# Grupo Condumex
Grupo Condumex, S.A. de C.V. (anteriormente conocido como Condumex) es una empresa mexicana fundada en el año 1954 en la Ciudad de México, conocida por ser una de las empresas más importantes de México, que también opera en Brasil y en España, encargada de comercializar productos manufacturados y de comercialización de servicios integrales principalmente de Cables, Conductores Eléctricos, Componentes Electrónicos, Energías Alternas, Productos tubulares de acero de precisión y en Autopartes. En el año 1992, fue adquirido por Grupo Carso, con el propósito de poder expandirse.

## Historia
Se fundó con el nombre de Condumex en los años 1950 en sociedad con las empresas Anaconda y Pirelli. En agosto de 1954 empezó a realizar sus operaciones en la Ciudad de México, iniciando como una de las fabricantes de conductores eléctricos más importantes del país favoreciendo la industrialización en México, desde entonces ha consolidado su parecencia nacional e internacional. En los años cincuenta, comenzó con la fabricación de cables de baja tensión con aislamiento en PVC además de introducir los alambres de magneto en México. 
En los años sesenta la empresa se nombra como Condumex y empieza a diversificarse con un gran resultado de crecimiento, en la cual empezarían a desarrollar cables telefónicos bajo el agua, además de incorporar la producción de componentes electrónicos.
En el año 1970 se produce cables de energía para la Comisión Federal de Electricidad (CFE), con un soporte de 5 a 25 kW, esto permitiendo reemplazar los tradicionales cables de papel que fueron instaladas de forma subterránea, lo que ocasionó que sean los únicos en fabricantes de cables extra de alta tensión 230,000 volts. En ese mismo año Condumex fabricó los primeros cables resistentes a la radiación para la Central Nuclear Laguna Verde.
En 1974 empezaría a fabricar arneses automotrices para la planta industrial de la compañía Volkswagen en la ciudad de Puebla.
En 1979 fabrica los primeros cables coaxiales y cables multiconductores blindados para la industria electrónica, así como cables de instrumentación con diferentes tipos de blindajes con el propósito de estar en contra de las interferencias electromagnéticas. En ese mismo año empezarían a fabricar cables para minas.
En 1984 por primera vez en México se empiezan a fabricar los cables de fibra óptica. También empezarían a fabricar cables para las plataformas marinas en baja, media y alta tensión con aislamiento termo-fijo en plataformas petroleras.
En 1986 Condumex crea el Centro de Investigación y Desarrollo Condumex (CIDEC) un grupo dedicado integralmente al desarrollo de tecnología para apoyar las operaciones del grupo, equipos y sistemas optoelectrónicos.
En 1989 la empresa revoluciona la tecnología en los cables para la industria de la construcción de desarrollo no programador de fuego y de baja generación de humos tóxicos, corrosivos, densos y oscuros, en caso de incendio. Más tarde la Administración Nacional de la Aeronáutica y del Espacio (NASA), eligió a la empresa como proveedor para la distribución de cables de media tensión, debido por su tecnología y calidad en sus productos.
En el año 1990 se inauguró el Centro de Investigación y Desarrollo Condumex (CIDEC) en la Santiago de Querétaro, integrado por laboratorios de pruebas y departamentos de ingeniería para el desarrollo de productos, procesos y materiales.
En 1991 la empresa empezó por desarrollar por primera vez en México cables impermeables al agua especialmente para circuitos de distribución, juntos con otros proveedores como Alemania, Estados Unidos y Japón.
En 1992 Grupo Condumex empezó desarrollar los sistemas eólicos, Como complemento a los sistemas foto voltaicos, añadiendo generadores eólicos a líneas de fuentes alternas de energía en Xcalac, Quintana Roo. En ese mismo año Grupo Condumex ofrecería por primera vez la venta de cables de media y de alta tensión, convirtiéndose la primera empresa latinoamericana en hacerlo, la empresa también suministro cables ópticos para la red subterránea de larga distancia de la compañía Telmex.
En 1995 para en ese entonces la empresa desarrolla el cable de alto número de fibras y cables coaxiales de potencia, también siendo fabricado por primera vez en México para conectar el transmisor a la antena en sistemas de radio, telefonía celular, microondas y entre otras áreas tele-comunicativas, también se desarrollan nuevos cables tele-comunicativos nombrados Armanel fabricados especialmente para plataformas marinas sustituyendo a las tradicionales tuberías conduit y evitando problemas de corrosión.
En 1996 se desarrollan los cables Afumel hechos de acero con el propósito de utilizarse en las construcciones de los carros del Metro, empleándose una gran variedad de propiedades como la propagación de fuego, cero emisión de humos halogenados, permitiendo la intoxicación. Para la industria manufacturera de electrodomésticos, balastros, bobinas de ignición, relevadores, etc. También se inicia la fabricación de cable hilo de guarda que tiene la capacidad de tener 12 fibras ópticas con el propósito de usarse en las líneas de transmisión de energía. En ese mismo año la empresa produce alambres de magneto añadiéndose la característica de tener alta capacidad térmica.
En 1999 la empresa empezó a expandirse en otras áreas, principalmente a la fabricación de cables para Computadoras, elaborando el cable Bravotwist. En ese mismo año Grupo Condumex se convierte en el primer proveedor de cables para la Compañía Telefónica de Chile (CTC), exportó en el mercado nacional cables mixtos para sistemas comunicación para la viviendas mexicanas.
En los años 2000, Grupo Condumex se convirtió en el único proveedor mexicano de cables OPGW para la Comisión Federal de Electricidad (CFE). En esa misma década empezarían a fabricar por primera vez el cable RoHS con el compromiso de proteger el medio ambiente.
En los años 2010, empezarían a desarrollar cables de telecomunicaciones para redes de áreas locales, además de introducir en el mercado el cable Condumex ZER0H con la finalidad de utilizarse en las construcciones.
- Datos: Q65159333